# Limnephilus nipponicus
Limnephilus nipponicus là một loài Trichoptera trong họ Limnephilidae. Chúng phân bố ở miền Cổ bắc.